# Otto Georg Hoffmeister
Otto Georg Hoffmeister (auch: Justus Otto Hoffmeister; * 17. Juli 1826 in Moers; † 10. Februar 1888 in Bonn) war ein deutscher Jurist und Bürgermeister der Stadt Remscheid.
Nach dem Besuch des Gymnasiums in Köln studierte Hoffmeister Rechtswissenschaften in Bonn und Heidelberg. Während seines Studiums wurde er 1845 Mitglied der Burschenschaft Alemannia Bonn und 1847 der Burschenschaft Arminia Bonn. 1849 arbeitete er als Auskultator am Landgericht Köln und war dort ab 1855 Landgerichtsassessor, bevor er 1859 nach Bonn ging.
Am 27. August 1859 trat er das Amt als Bürgermeister der Stadt Remscheid an, das er bis zum 15. Mai 1876 innehaben sollte. Seit dem 27. Juni 1873 durfte er den Titel Oberbürgermeister führen und ab 1875 die Goldene Amtskette tragen. Auf Grund des stark zunehmenden Bedarfs an Arbeitskräften setzte er sich bei der Regierung für die Vereinfachung der Zuzugs- und Niederlassungsbedingungen für diese, oft aus dem hessischen Bereich eingewanderten Arbeiter ein. Auch der Wohnungsnot versuchte er durch den Bau von einfachen Wohnhäusern entgegenzuwirken. In seine Amtszeit fielen 1872 und 1873 Streiks der Feilenhauer, die 1873 für 21 Wochen die Produktion lähmten.
Am 20. November 1875 wurde ihm als zweiter Person in der Geschichte der Stadt die Ehrenbürgerschaft verliehen, die Hoffmeisterstraße in Remscheid-Vieringhausen ist nach ihm benannt. Auf ihn geht die  Hoffmeister-Stiftung zurück.
Von 1877 bis 1879 vertrat er als Mitglied des Preußischen Abgeordnetenhauses den Wahlkreis Lennep-Solingen (Rheinprovinz, Düsseldorf 1) für die NLP.